# Fahrenheitova temperaturna lestvica
Fahrenheitova temperatúrna léstvica [fárenhajtova ~ ~] je lestvica za merjenje temperatur, ki jo je leta 1724 predlagal nemški fizik Daniel Gabriel Fahrenheit. Stopinjo Fahrenheita se označuje z oznako °F.
Za ničlo svoje lestvice je Fahrenheit vzel najnižjo temperaturo, ki jo je lahko ponovljivo dosegel z mešanico ledu in soli, kot drugo umeritveno točko pa je vzel temperaturo človeškega telesa. Interval med njima je sprva razdelil na 12 enot, pozneje pa vsako od njih na dodatnih 8 enot, torej skupno 96 stopinj. V tej temperaturni lestvici voda zmrzuje pri normalnem zračnem tlaku pri 32 °F in vre pri 212 °F.
Po Fahrenheitovi smrti so odkrili v njegovih meritvah napako, kar bi pomenilo, da bi bili temperaturi tališča in vrelišča vode v Fahrenheitovi lestvici pri nekaj drugačnih številkah od omenjenih. Namesto tega so raje preštevilčili lestvico tako, da sta tališče in vrelišče vode pri standardnih pogojih ostali pri 32 °F in 212 °F, pač pa je v tej revidirani lestvici temperatura človeškega telesa nekaj drugačna: 98,6 °F namesto prvotnih 96 °F.

## Države uporabe
Fahrenheitovo lestvico še vedno uporabljajo v ZDA in vse manjšem številu angleško govorečih držav, v Evropi in večini sveta pa jo je pri praktični rabi izpodrinila Celzijeva temperaturna lestvica. V termodinamiki pa se ob omenjenih uporablja predvsem absolutna temperaturna lestvica.
| | iz Fahrenheit               | v Fahrenheit                |
| --- | --------------------------- | --------------------------- |
| Celzij                                                                                                   | [°C] = ([°F] − 32) × 5⁄9    | [°F] = [°C] × 9⁄5 + 32      |
| Kelvin                                                                                                   | x °F ≘ (x + 459,67) × ⁠5/9⁠ K | x K ≘ (x × ⁠9/5⁠ − 459.67) °F |
| Rankine                                                                                                  | [°R] = [°F] + 459,67        | [°F] = [°R] − 459,67        |
| Za temperaturne intervale uporabite 1 °F = 1 °R = ⁠5/9⁠ °C = ⁠5/9⁠ K Pretvorba med temperaturnimi lestvicami |                             |                             |